# Großwoltersdorf
Großwoltersdorf es un municipio situado en el distrito de Alto Havel, en el estado federado de Brandeburgo (Alemania), a una altitud de 70 metros. Su población a finales de 2016 era de 800 habs. y su densidad poblacional, 15 hab/km².